# Hercostomus infirmus
Hercostomus infirmus är en tvåvingeart som beskrevs av Octave Parent 1933. Hercostomus infirmus ingår i släktet Hercostomus och familjen styltflugor.
Artens utbredningsområde är Kongo. Inga underarter finns listade i Catalogue of Life.